# Деревищина
Дереви́щина — село в Україні, у Баранівській міській територіальній громаді Звягельського району Житомирської області. Населення становить 37 осіб (2001).

## Історія
До 27 липня 2016 року село входило до складу Жарівської сільської ради Баранівського району Житомирської області.
27 липня 2016 року село увійшло до складу новоствореної Баранівської міської територіальної громади Баранівського району Житомирської області. Від 19 липня 2020 року, разом з громадою, в складі новоствореного Новоград-Волинського (згодом — Звягельський) району Житомирської області.